# ジゼラ・ブラヴニチャル
ジゼラ・ブラヴニチャル (Gisela Bravničar,1908年2月20日 - 1990年2月3日）は、スロベニアのバレエダンサー、振付師。

## 略歴
トリエステにジゼラ・パヴシッチ(Gizela Pavšič)として生まれる。マリヤ・トゥリャコヴァとペーター・グレセロフに個人的なバレエのレッスンを受ける。 1927年から1952年までリュブリャナのスロベニア国立オペラ・バレエ劇場に所属して高い人気を得た。
1964年からリュブリャナ高等バレエ学校の主任教授を務めた。
1932年にマティヤ・ブラヴニチャルと結婚し、息子のデヤンはヴァイオリニストになった。リュブリャナにて没。